# Cyanicula caerulea
Cyanicula caerulea là một loài thực vật có hoa trong họ Lan. Loài này được (R.Br.) Hopper & A.P.Br. mô tả khoa học đầu tiên năm 2000.